# Byron Gallimore
Byron Gallimore (Puryear, ...) è un produttore discografico statunitense.

## Carriera
Dal 1980 è attivo nel mondo della musica country statunitense. Ha lavorato con molti artisti e gruppi di successo in questo genere, tra cui Tim McGraw, Faith Hill, Sugarland, Jo Dee Messina, Lee Ann Womack, Randy Travis, Martina McBride, Jessica Andrews, Terri Clark, Lauren Alaina, Phil Vassar e altri. 
Nel 1999 ha vinto con l'album Breathe di Faith Hill il Grammy Award nella categoria "miglior album country".